# 1-ша Кримська радянська дивізія
1-ша Кримська радянська дивізія — військове з'єднання РСЧА в період Громадянської війни в Росії.

## Історія
5 травня 1919 року було сформовано Тимчасовий робітничо-селянський уряд Кримської Радянської Соціалістичної Республіки. Народним комісаром військових та морських справ призначено П. Е. Дибенка. Цього ж дня уряд ухвалює рішення про створення Кримської радянської армії. Штаб армії перебував у Сімферополі, губернському місті Таврійської губернії.
Армія увійшла до складу Українського фронту. Армія формувалася зі штабу та частин 3-ї Української радянської дивізії (колишньої 1-ї Задніпровської Української радянської дивізії ) 2-ї Української радянської армії та місцевих формувань у складі 1-ї та 2-ї радянських дивізій.
Наказом з військ Кримської армії № 1 від 5 травня 1919 року штаб 3-ї Української радянської дивізії був розгорнутий до штабу Кримської Червоної армії, полки та інші підрозділи дивізії передано на формування 1-ї Кримської радянської дивізії. 4-й, 5-й та 6-й Задніпровський полки зберегли свої назви.
У Джанкої штаб групи військ Кримського напрямку був перетворений на штаб 1-ї Кримської радянської дивізії .
Начальником дивізії призначено С. І. Петриківський (Петренко) , одночасно - начальник штабу Кримської Червоної армії.
Війська 1-ї Кримської дивізії Кримської Червоної армії вели боротьбу проти Збройних сил Півдня Росії в Таврійській губернії на півострові Крим, в Причорномор'ї - в районі Пологи - Бердянськ - Мелітополь. Білогвардійці утримували за собою Керченський півострів, створивши фронт на Ак-Монайському перешийку.
У травні-червні частина сил 1-ї Кримської дивізії Кримської Червоної армії брала участь у ліквідації григорівського повстання.
15 червня завершено реорганізацію Українського фронту. 2-а Українська армія, яка перебувала в оперативному підпорядкуванні Південного фронту, перетворена на 14-ту армію та залишена у складі Південного фронту. Дивізія увійшла до складу 14-ї армії.
16 червня члени Кримського радянського уряду та армійські працівники зібралися на надзвичайній нараді, на чолі з командувачем Кримської Червоної армії П.Є. Махно, який розстріляв спрямованих до нього політпрацівників, зняв свої частини з лінії Маріуполь — Волноваха і відвів їх у Гуляйполі. У пролом, що утворився, спрямувалася білогвардійська "дика" кавалерійська дивізія під командуванням генерала А. р. Шкуро. Силами полків армії у Причорномор'ї заступник командувача військ армії І.В. Федько організував оборону та зупинив ворога. Але очікувався загальний наступ білогвардійців на північ. У Контебелі висадився десант під керівництвом генерала Я. А. Слащова , Крим опинився під контролем ВРПР.
24 червня р. Сімферополь зайняли російські війська генерала А. Денікіна.
26 червня р. Джанкой зайняли частини Збройних сил Півдня Росії.
Війська дивізії відступали. 30 червня по наплавному мосту через Дніпро із м. Каховки у м. Берислав вступили останні групи червоноармійців Кримської Червоної армії.
За підтримки флоту Антанти білі війська зайняли весь Кримський півострів.
1 липня начальником дивізії призначено П. е. Дибенка.
21 липня Кримська радянська армія, у т. ч. і 1-а Кримська радянська дивізія була розформована, а її частини увійшли до складу Кримської стрілецької дивізії 14-ї армії РСЧА.

## Наступна історія
21 липня Кримська стрілецька дивізія сформована наказом по 14-й армії у місті Нікополі Катеринославського повіту Катеринославської губернії з частин колишньої Кримської радянської армії. 4-й, 5-й та 6-й Задніпровський полки 1-ї Кримської радянської дивізії зберегли свої назви.
27 липня Кримська стрілецька дивізія перейменована на 58-у стрілецьку дивізію. 4-й, 5-й та 6-й Задніпровський полки Кримської стрілецької дивізії втратили назви після 27 липня, при включенні дивізії та її полків у єдину нумерацію РСЧА.

## Підпорядкування
| Дата                          | Фронт             | Армія                    | Корпус                   | Примітки |
| 5 травня - 4 червня 1919 року | Український фронт | Кримська радянська армія |                          |          |
| 4 червня - 21 липня 1919 року | Південний фронт   | 14-а армія               | Кримська радянська армія |          |
| ----------------------------- | ----------------- | ------------------------ | ------------------------ | -------- |

## Командування
- Сергій Іванович Петриковський (Петренко)[ru] (05.05.1919 – 01.07.1919). [7]
- Павло Юхимович Дибенко (01.07.1919 – 21.07.1919). [7]